# Desmanthus pernambucanus
Desmanthus pernambucanus är en ärtväxtart som först beskrevs av Carl von Linné, och fick sitt nu gällande namn av Albert Thellung. Desmanthus pernambucanus ingår i släktet Desmanthus och familjen ärtväxter. Inga underarter finns listade i Catalogue of Life.

## Bildgalleri

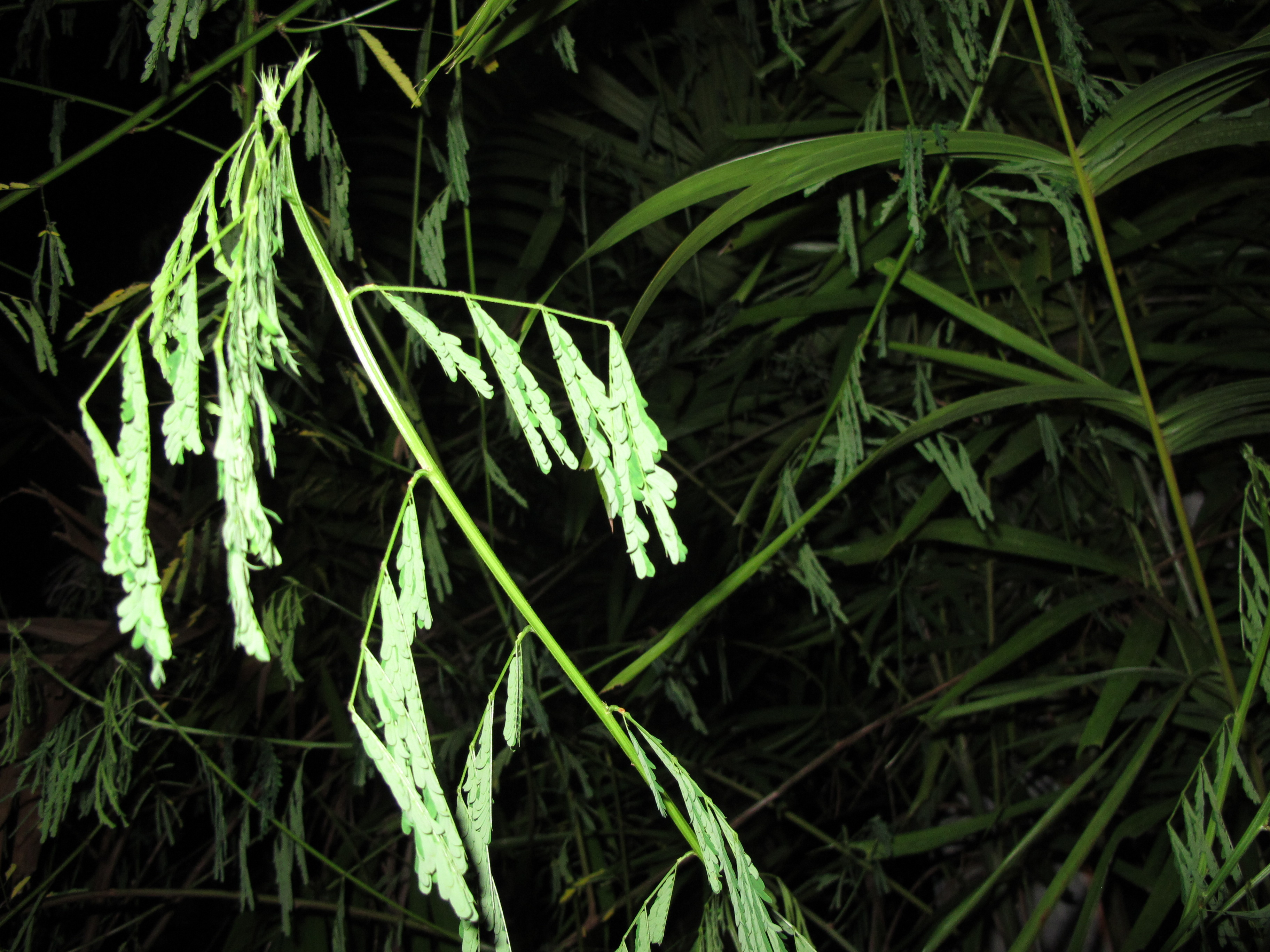
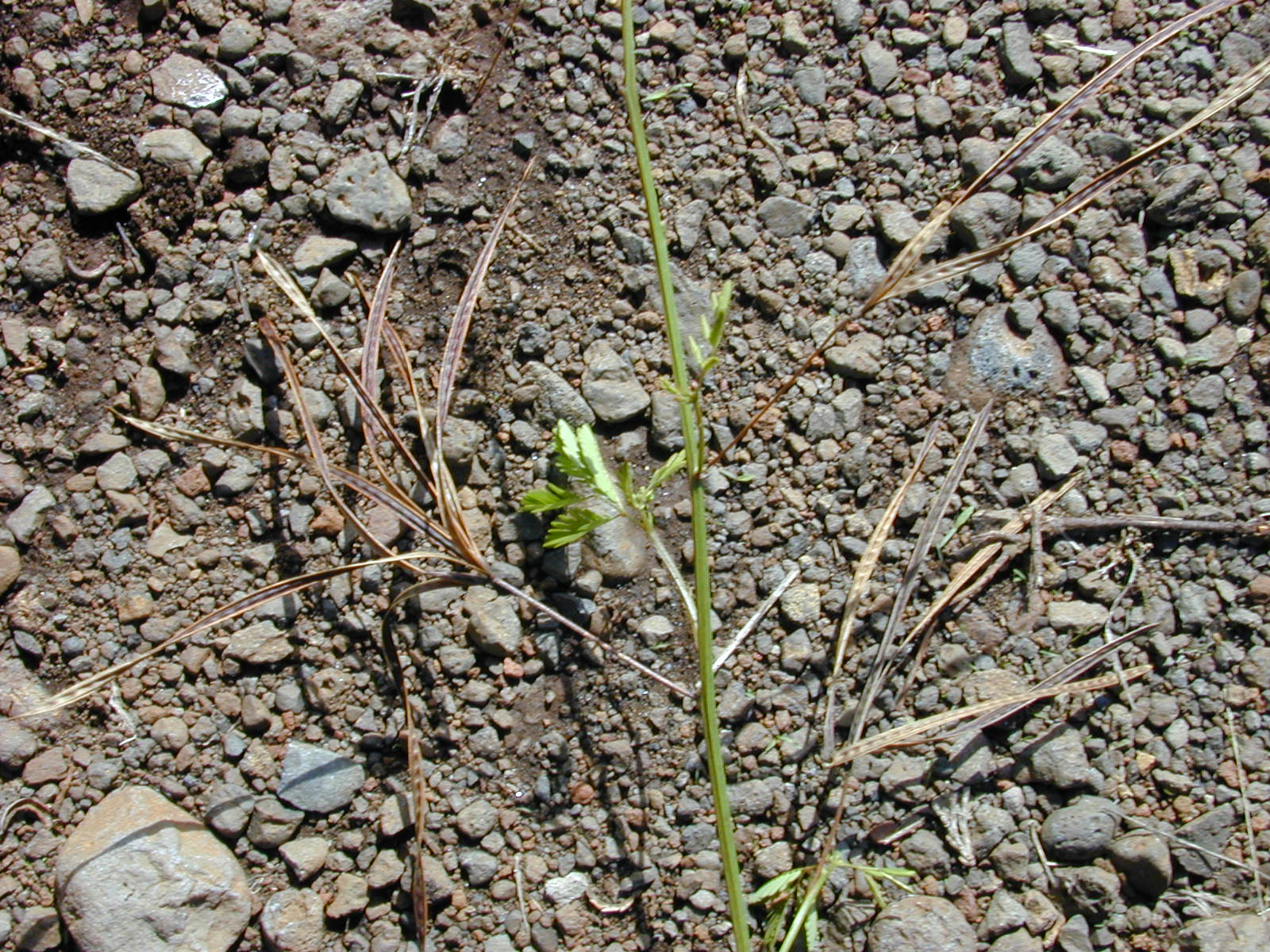
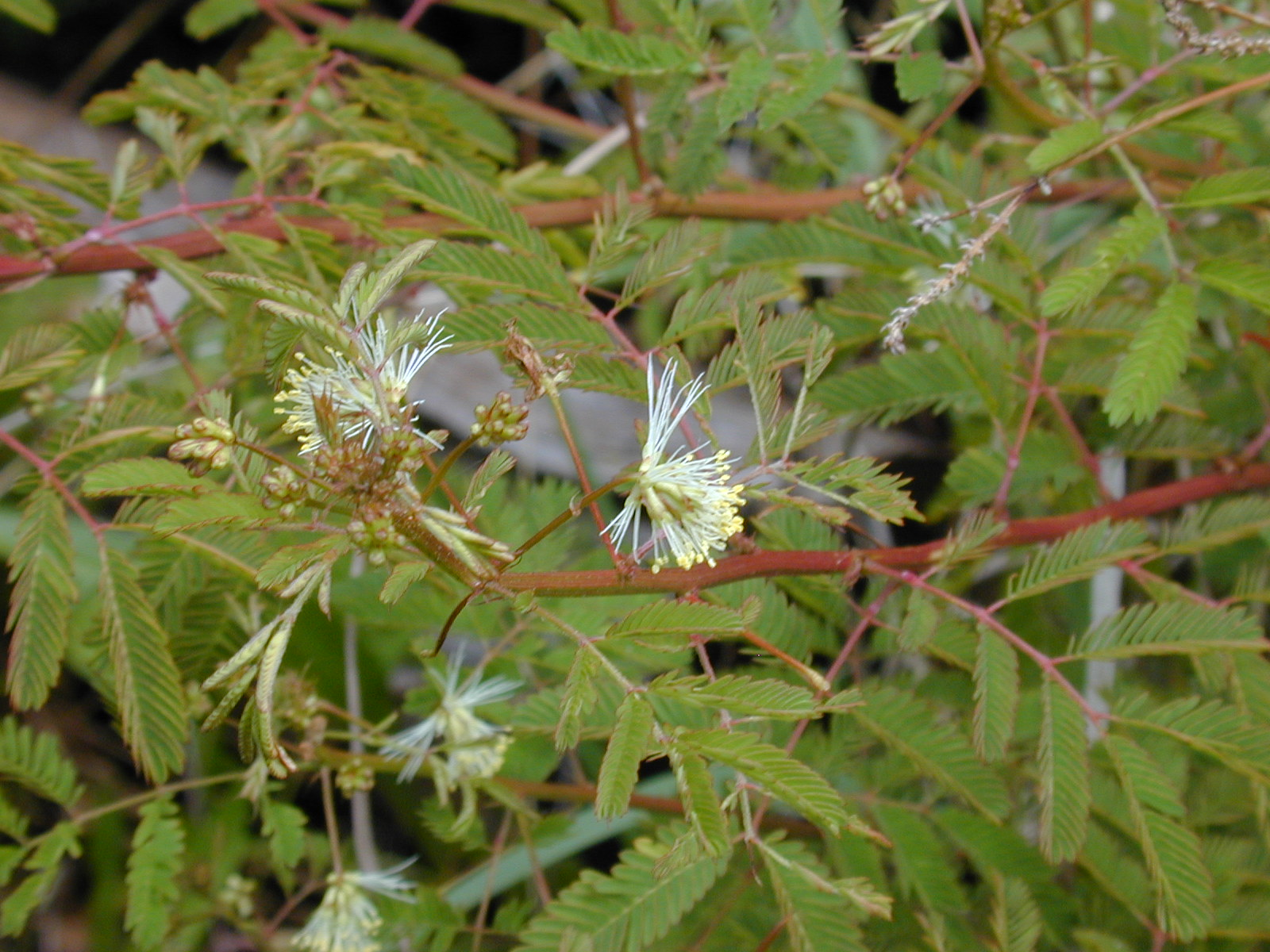
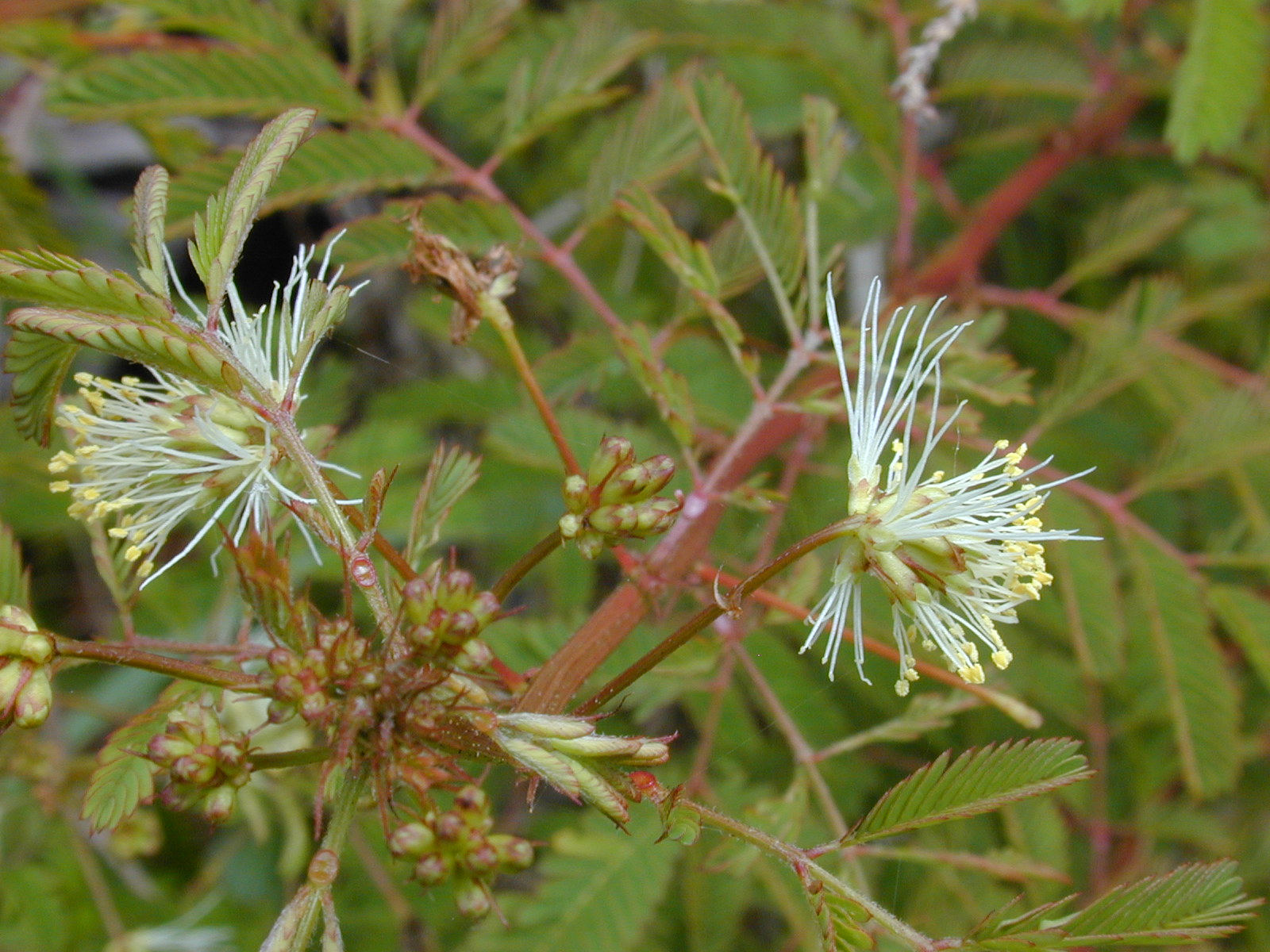